# Фогарма
Фогарма, Тегарма, Торгом, Таргамос (др.-евр. תֹּגַרְמָה‬, арм. Թորգոմ, груз. თარგამოს) — библейский послепотопный персонаж, сын Гомера, внук Иафета, брат Аскеназа и Рифата.

## Первоначальное расселение
В тексте на одной из хеттских глиняных табличек упоминается страна Тегарама (Фогарма) на окраине царства Хетта в Малой Азии. Вероятно, Тегараму можно отождествить с городом Тилгаримму в Каппадокии, упоминаемым в клинописных источниках.

## Потомки Фогармы
В письме хазарского царя Иосифа (X век) названы десять сыновей Тогармы, имена которых по большей части соотносятся с обитателями Северного Кавказа и Причерноморья: Авийор (Уюр), Турис, Авар (Аваз или Азах), Угуз (Угин, Авин или Уян), Бизил (Барсил), Т-р-на, Хазар, З-нур (Янур или Уз-р), Б-л-г-р (Булгар), Савир.
В так называемой «Книге Иосиппон», произведении, в своей основной части написанном не позднее половины X века, у библейского Тогармы также насчитывается 10 сыновей, но носящих в большинстве случаев совершенно другие имена, чем у армянских авторов и в хазарской переписке, а именно:
Козар, Пецинак, Алан, Булгар, Канбина, Турк, Буз, Захук, Уф, Толмац.
В Книге Праведного дети Тегармы (Фогармы) перечислены как: Буцар, Парцунак, Балгар, Еликан, Рагбиб, Тарки, Бид, Зебук, Онгал и Тилмаз.
Как пишет грузинский историк Леонти Мровели (XI век), армяне, картлийцы и другие кавказские народы считали себя потомками Фогармы. Согласно Леонтию Мровели у Таргамоса (Фогармы) было 8 потомков (сыновей):
- Гаос (арм. Հայկ) — эпоним армян;
- Картлос (груз. ქართლოს) — эпоним картлийцев, основатель Картли (Грузия);
- Бардос — основатель города Барда, одного из крупнейших городов Кавказской Албании;
- Мовакан — эпоним одного из албанских племён мовакан, основатель города Мовакнети;
- Лек — эпоним леков, часто так именовали всё население Дагестана в целом;
- Эрос — эпоним эров, одного  из восточногрузинских племён;
- Кавкас — эпоним народов Северного Кавказа, являлся предполагаемым предком вайнахских народов[11];
- Эгрос — эпоним западногрузинских племён эгров[12].

Согласно Леонтию Мровели, на момент расселения восьми вышеперечисленных «братьев-героев» вся территория Предкавказья и далее на север была ещё безлюдна. Все восемь этих братьев были порабощены царём-хамитом Небротом (Нимродом). После этого старший брат Гаос собрал «сынов Таргамоса» и сказал им:
Господь всевышний наделил нас мощью и обилием племён. Отныне вспомоществованием создателя перестанем быть чьими-то рабами и не будем служить никому, как только создателю.
Таргамосианы перестали платить дань царю Неброту и стали готовиться к противостоянию, призвав также в помощь некоторые другие «западные племена». Войска укрепились в районе Масиса. Далее историк описывает две битвы, в ходе первой из которых полчище таргамосианов разбило передовой отряд небротидов во главе с 60 вождями, а в ходе второй Гаос пронзил стрелой Неброта, тем самым закрепляя победу.
После завоевания независимости Гаос сделал себя царем над своими братьями и над прочими племенами, и так продолжалось до прихода хазар (или, вероятно, скифов и сарматов в VII веке до нашей эры — Леонтий Мровели указывает, что уже много позже после вторжения хазар на Кавказ якобы вторгся сам Александр Македонский). Указывается на объединение всех потомков Фогармы для обеспечения защиты от хазарского завоевания. Натиск захватчика сдержать не удалось. Хазара захватили страну таргамосианов, которые стали данниками хазар.